# Farbreproduktion
Die Farbreproduktion befasst sich mit der Wiedergabe von farbigen Bildern und ist ein Teilgebiet der Drucktechnik.

## Allgemeines
Hunt unterscheidet in seinem unten genannten Standardwerk 6 Fälle der Farbwiedergabe. Schläpfer fasst in seinem Buch Farbmetrik (siehe unten) diese 6 Fälle zu 4 Fällen zusammen.
| Hunt             | Schläpfer                     |
| ---------------- | ----------------------------- |
| 1. spectral      | 1. spektral identisch         |
| 2. colorimetric  | 2. farbmetrisch identisch     |
| 3. exact         | 3. empfindungsmäßig identisch |
| 4. equivalent    | 3. empfindungsmäßig identisch |
| 5. corresponding | 3. empfindungsmäßig identisch |
| 6. preferred     | 4. empfindungsmäßig angepasst |

## Fälle der Farbwiedergabe

### Spektral identische Wiedergabe
Dies kann es in der Druckindustrie praktisch nur geben, wenn das Original selbst ein Druck ist, da nur dann die Chance besteht, dass es durch identische Pigmentauswahl zu möglichst gleichen Spektralverläufen kommt. Diese Reproduktionsart verhindert Metamerie. Dies ist von großer Bedeutung, wenn Vorlage und Reproduktion unter wechselnden Lichtbedingungen gemeinsam betrachtet werden (zum Beispiel Nachdruck eines Buches oder Folgeband einer Reihe).

### Farbmetrisch identische Wiedergabe
Die farbmetrischen Messwerte (zum Beispiel im CIE-L*a*b*-System) sind in Vorlage und Reproduktion identisch. Voraussetzung ist, dass der Farbumfang der Vorlage nicht größer ist als der Farbraum des Wiedergabesystems. Der Begriff „Farbmetrisch identisch“ bezieht sich nur auf eine Lichtart. Für farbmetrisch identische Werte unter verschiedenen Lichtarten müsste die Remissionskurven identisch sein. Die hier behandelten Proben können also metamer sein. Diese Vergleichsart ist wichtig für Hausfarben (Logos) und für Objektfarben in der Wissenschaft.

### Empfindungsmäßig identische Wiedergabe
Dies bezeichnet die bestmögliche Reproduktion, wenn der Farbraum des Wiedergabesystems kleiner als der des Originals. Dies ist wichtig für Warenmuster und Kunst (Gemälde). Die Farbwerte der Reproduktion sollen der relativen Abstufung im Original entsprechen.

### Empfindungsmäßig angepasste Wiedergabe
Die Abweichungen von der Vorlage werden toleriert, da der Betrachter das Objekt schon kennt, zum Beispiel Landschaften oder Personenabbildungen. Es kommt mehr auf den Transport einer Stimmung, denn auf den Transport einer Farbe an.
Kunstrichtung: Impressionismus.
Diese Wiedergabe ist zum Beispiel auch nötig, wenn in einem Möbelkatalog ein weißes Möbelstück freigestellt auf weißem Papier abgebildet werden soll. Wenn das Möbelstück heller als das Papier ist, würde man es bei farbmetrischer Wiedergabe gar nicht sehen. Empfindungsmäßig angepasst wird das Möbelstück jedoch mit einem hellen Grauton gedruckt.
Die Bildbearbeitung mit Bildbearbeitungsprogrammen wie Photoshop versucht stets, die maximale Brillanz eines Bildes zu erreichen. Dies geschieht bei der Bildwiedergabe dadurch, dass der Farbraum (Gamut) der Vorlage auf den Farbraum der Reproduktion komprimiert (ggf. auch dekomprimiert) wird, also der hellste Punkt der Vorlage (Weißpunkt) mit Papierweiß und der dunkelste Punkt der Vorlage (Schwarzpunkt) mit dem tiefsten erreichbaren Schwarz wiedergegeben wird (meist durch übereinanderdrucken von Schwarz mit anderen Farben).